# Conrad Rydin
Conrad Rydin, född den 9 augusti 1870 i Sala, död den 4 oktober 1948 i Jönköping, var en svensk jurist.
Rydin avlade hovrättsexamen vid Uppsala universitet 1896. Han blev fiskal i Göta hovrätt 1909 och tillförordnad revisionssekreterare 1909. Rydin var hovrättsråd 1911–1939 och divisionsordförande 1933–1939. Han blev riddare av Nordstjärneorden 1919 och kommendör av andra klassen av samma orden 1926. Rydin vilar på Dunkehalla kyrkogård.